# Ahlam Shibli
Ahlam Shibli (née en 1970 à Shibli–Umm al-Ghanamà) est une photographe palestinienne.

## Biographie
Ahlam Shibli, palestinienne née en Israël en 1970, est photographe depuis 1996. Elle documente les conditions de la population palestinienne en Israël puis s'intéresse à d'autres problématiques d'identité et de mémoire ailleurs dans le monde.

## Expositions personnelles
- Lost Time, Ikon Gallery, Birmingham, 2003[3]
- Trackers, Kunsthalle Basel, Bâle, 2006
- Why Did You Leave the Forest Empty!, Fondation Darat al Funun–The Khalid Shoman, Amman, 2010
- Trauma, Château de Sédières, Clergoux, 2010
- Phantom Home, MACBA, Barcelone, Jeu de Paume, Paris et Fondation Serralves, Porto, 2013